# Бальзамічний оцет

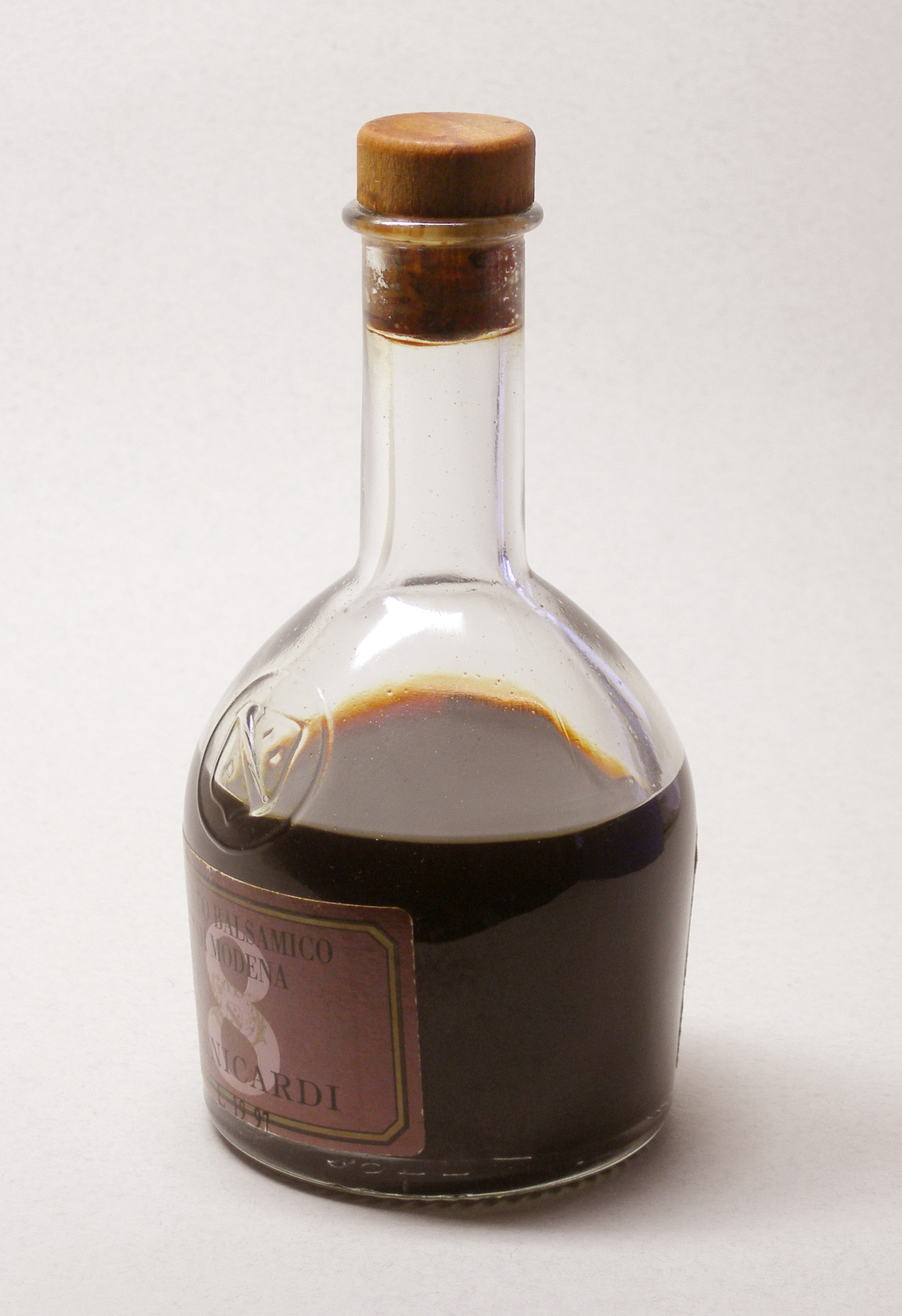
Бальзамічний оцет

Бальзамі́чний о́́цет (італ. aceto balsamico) — кисло-солодка приправа, винайдена в італійському місті Модена, харчовий оцет. Незважаючи на назву «оцет», за технологією виготовлення значно відрізняється від інших харчових оцтів. Виготовляється виключно в Італії у двох провінціях: Модена і Реджо-Емілія.

## Властивості і застосування
Традиційний бальзамічний оцет має насичений темно-вишневий колір, солодкавий фруктовий аромат і густу консистенцію. Існує спрощена (і дешевша) версія бальзамічного оцту, який виготовляється з оцту, виготовленого на основі червоного вина. Такий бальзамічний оцет має світліший колір і відрізняється смаковими якостями.
Бальзамічний оцет використовують для приготування супів, салатів, маринадів, десертів.

## Виготовлення
Бальзамічний оцет виготовляється з виноградного сусла. Свіжовитиснутий виноградний сік із сортів білого винограду «Треббіано» (італ. Trebbiano Modenese) або червоного — «Ламбруско» вариться, поки не перетвориться на густий темний сироп. Під час варіння підвищується концентрація моносахаридів та органічних кислот, які складають в соку близько 40%. Також відбувається «бронзування» складників внаслідок реакції Майяра між моносахаридами і білками. При цьому також збільшується концентрація оксиметилфурфуролу. Згущений сироп змішують з винним оцтом (невелика кількість винного оцту додається для збагачення флори і прискорення оцтовокислого бродіння) і витримують в дерев'яних бочках.

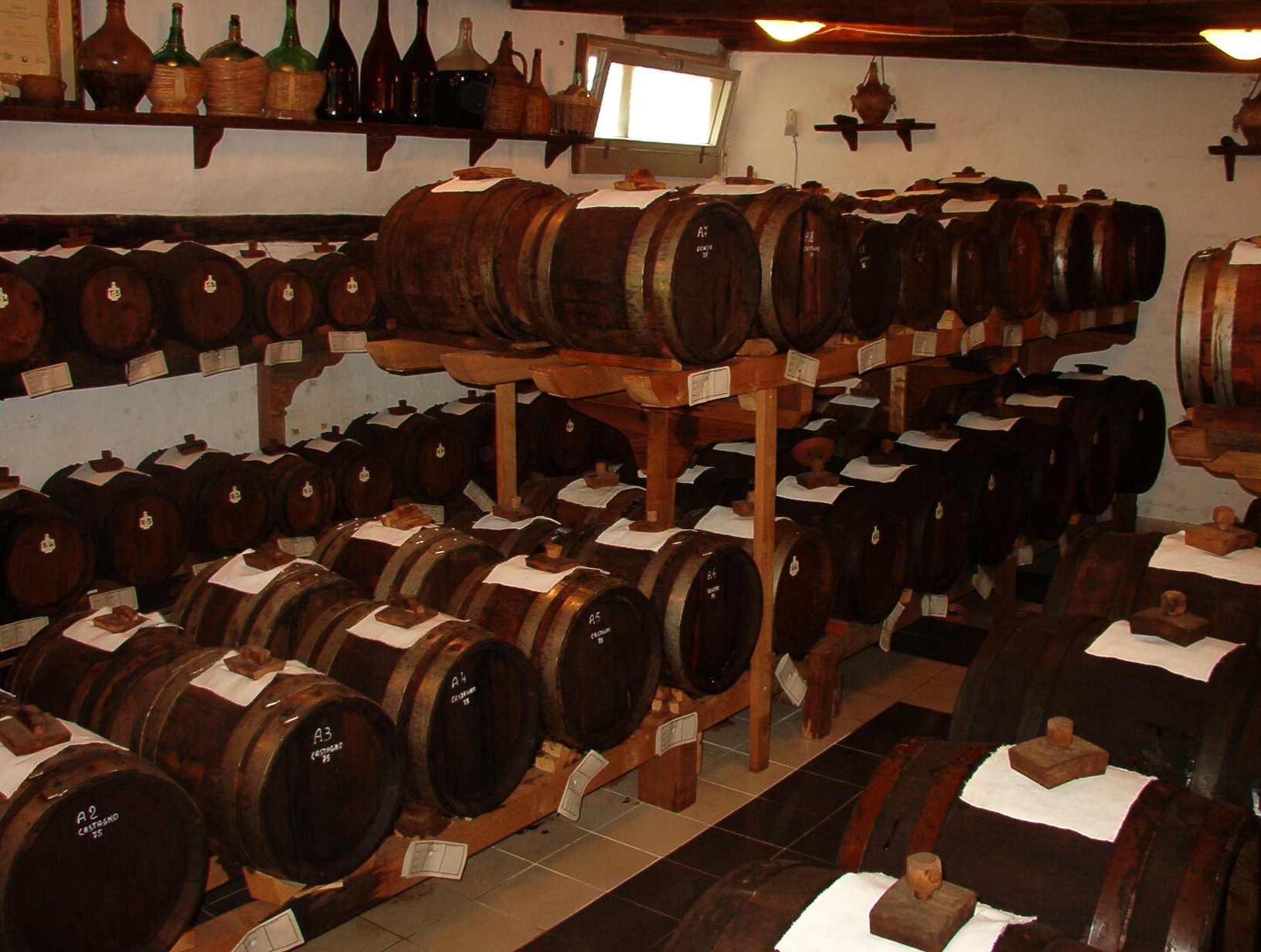
Бочки із бальзамічним оцтом

Використовуються бочки трьох видів: найменші — з ясена і дуба, середні — з каштана і вишні, великі — з шовковичного дерева. Частину дозрілого бальзамічного оцту з найменшої бочки додають до вмісту другої бочки, перемішують, набирають звідти трохи оцту і додають в третю бочку і т. д. Кожен виробник використовує власні спеції.
Бочки із бальзамічним оцтом зберігаються у спеціальних кліматичних умовах. Високі літні температури підсилюють реакції між моносахаридами та амінокислотами, що приводить до утворення ароматичних сполук. Також відбуваються бродильні процеси, продукти і напівпродукти яких, разом з продуктами реакції Майяра, складають унікальний яскраво виражений смак і запах бальзамічного оцту. Під час дозрівання в бочках випаровування додатково згущує сироп та зменшує його ємність (приблизно 10% щороку).
Для виготовлення 1 л традиційного бальзамічного оцту потрібно близько 145 кг винограду.
На відміну від традиційного оцту, у бальзамічному оцті реакції спиртової та оцтової ферментації відбуваються паралельно (а не секвенція) та повільно упродовж всього процесу дозрівання, оскільки висока концентрація моносахаридів і органічних кислот сприяють інтенсивному зростанню відповідних мікроорганізмів. Ферментацію бальзамічного оцту здійснюють головним чином дріжджі виду Zygosaccharomyces bailii і Zygosaccharomyces bisporus, які природно пристосовані до середовища з високою концентрацією моносахаридів та кислот.
Термін дозрівання бальзамічного оцту становить мінімум 3 роки, а найкращі сорти витримують до 50 років.

## Склад
У традиційному бальзамічному оцті міститься: від 20 до 70% моносахаридів, 8% оцтової кислоти, 4% винної кислоти, яблучної кислоти та інших органічних кислот, 1% етанолу і до 12% гліцерину, який відповідає за густину і в'язкість.

## Історія
Уперше бальзамічний оцет згадується 1046 р., коли маркіз Боніфаціо, власник замку Каносса, подарував майбутньому королю Франконії Генріху II маленьке барильце з бальзамічним оцтом. Тим самим він заклав традицію «королівських подарунків» — згодом такі барильця було прийнято дарувати королям та палацовій знаті. Барильця з вишуканим вмістом вказували про достаток сім'ї і служили багатим посагом.
Виробництво бальзамічного оцту було привілеєм обмеженого кола сімей аристократії та середнього класу. Єдиного рецепту не існувало, у кожної сім'ї були свої «секрети» приготування оцту.
Назва «бальзамічний» виникла тому, що спочатку бальзамічний оцет використовували переважно в медичних цілях як ліки, і лише згодом його стали використовувати як кулінарний термін. Завдяки його сильній антимікробній і протизапальній дії ним обробляли рани. Він використовувався як ліки Лукрецією Борджіа в 1503 р. у перший рік «Великої чуми».
Пізніше відкрили і його кулінарні якості — здатність надавати їжі вишуканого смаку. Використовують його у маленьких дозах (краплями) — для приготування супів, салатів, десертів, маринування риби в найвідоміших ресторанах світу. Декілька крапель цього оцту прекрасно відтіняють смак сиру, полуничного салату, звичайного омлету та навіть морозива.

## Види

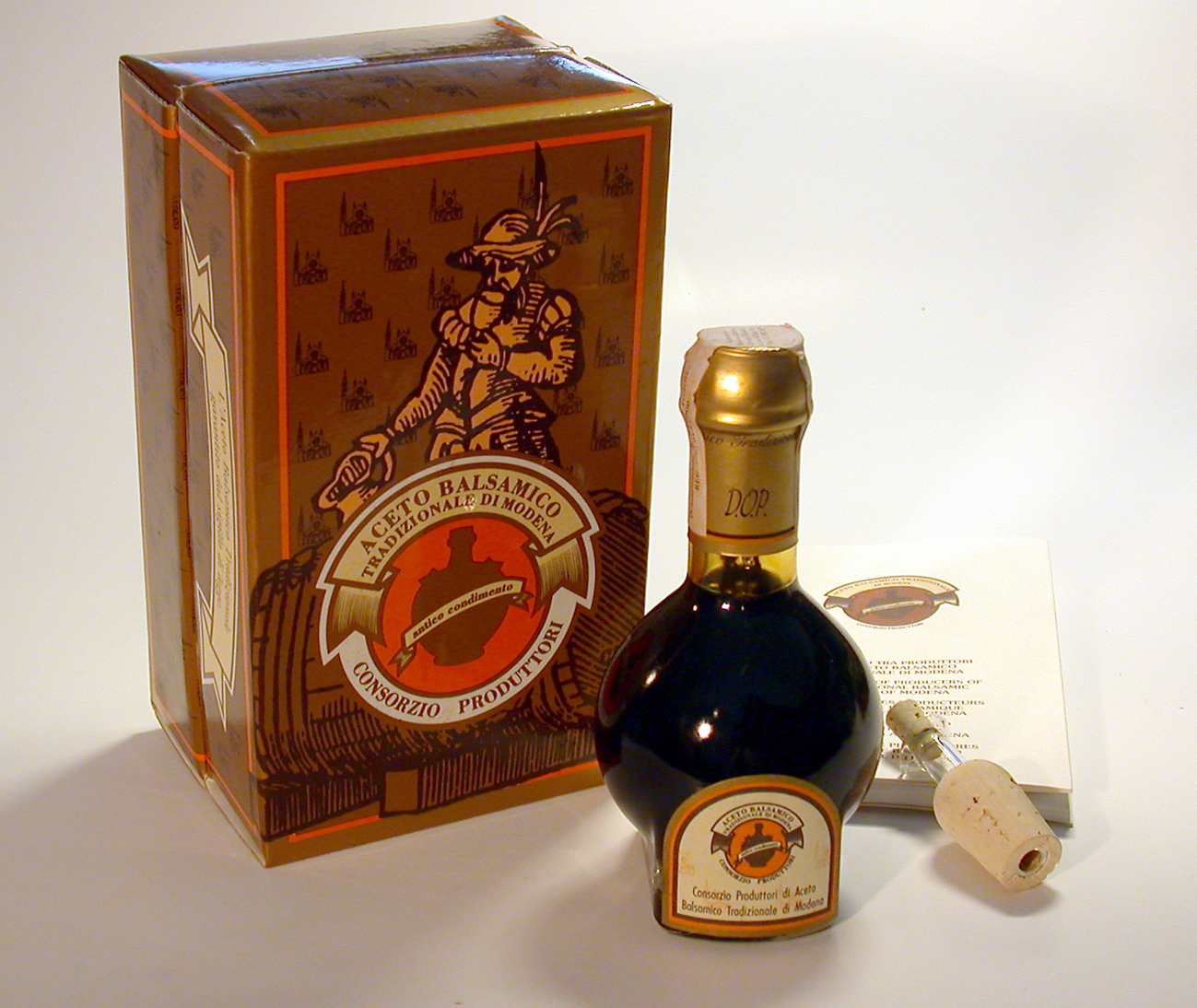
Традиційний бальзамічний оцет із Модени

Виготовлений за традиційними рецептами бальзамічний оцет позначається марками італ. «Aceto Balsamico Tradizionale di Modena» (Традиційний бальзамічний оцет з Модени) або італ. «Aceto Balsamico Tradizionale di Reggio Emilia»(Традиційний бальзамічний оцет з Реджо-Емілія). Обидві марки охороняються владою регіону.
Традиційний бальзамічний оцет визріває не менше 12 років. Упродовж цього часу його переливають у бочки меншого об'єму, зроблені з різного дерева. Справжній бальзамічний оцет — темно-коричневого кольору, має складний аромат, природний кисло-солодкий смак виноградного соку збагачений присмаком деревини бочок.
Реджо-Емілія позначає вік бальзамічного оцту кольором етикетки. Червона етикетка клеїться на пляшки з оцтом, який витриманий як мінімум 12 років. Срібна етикетка маркірує оцет, який витриманий не менше 18 років. Золота етикетка означає оцет, витриманий в бочках 25 років і більше.
Модена використовує іншу систему позначення. Кришкою кремового кольору закривають бальзамічний оцет, витриманий не менше 12 років, золотою кришкою — витримані понад 25 років.
Усі виробники традиційного бальзамічного оцту з Модени об'єднані в консорціум. Виготовлений консорціумом бальзамічний оцет має статус «контрольованого за регіоном походження» (Denominazione d'Origine Protetta).
Промисловий бальзамічний оцет — усі інші варіанти і варіації бальзамічного оцту. Серед них є ті, що виготовлені поза межами Модени і Реджо-Емілія або не витримані 12 років, а тому не можуть отримати офіційного сертифікату. Окремо варто згадати англ. "Balsamic Vinegar of Modena" (Бальзамічний оцет з Модени). За цією назвою може ховатися дешевий аналог, виготовлений з винного оцту, підсолоджувачів, натуральних барвників і згущувачів (наприклад, карамелі і гуарової смоли).
Аналог бальзамічного оцту на Кавказі та в Ірані — дошаб.